# Zun

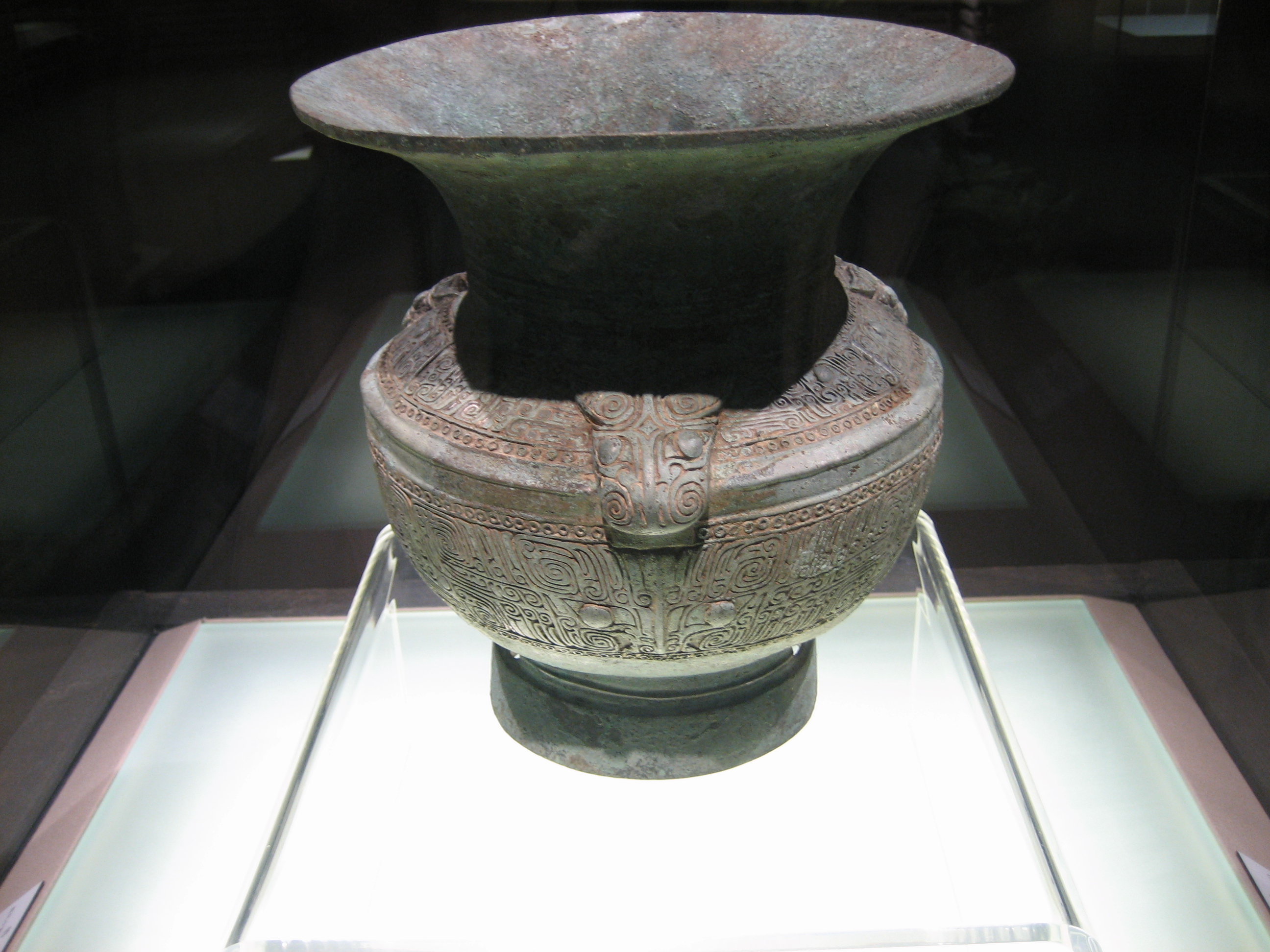
Un zun con taotie que data de la dinastía Shang.

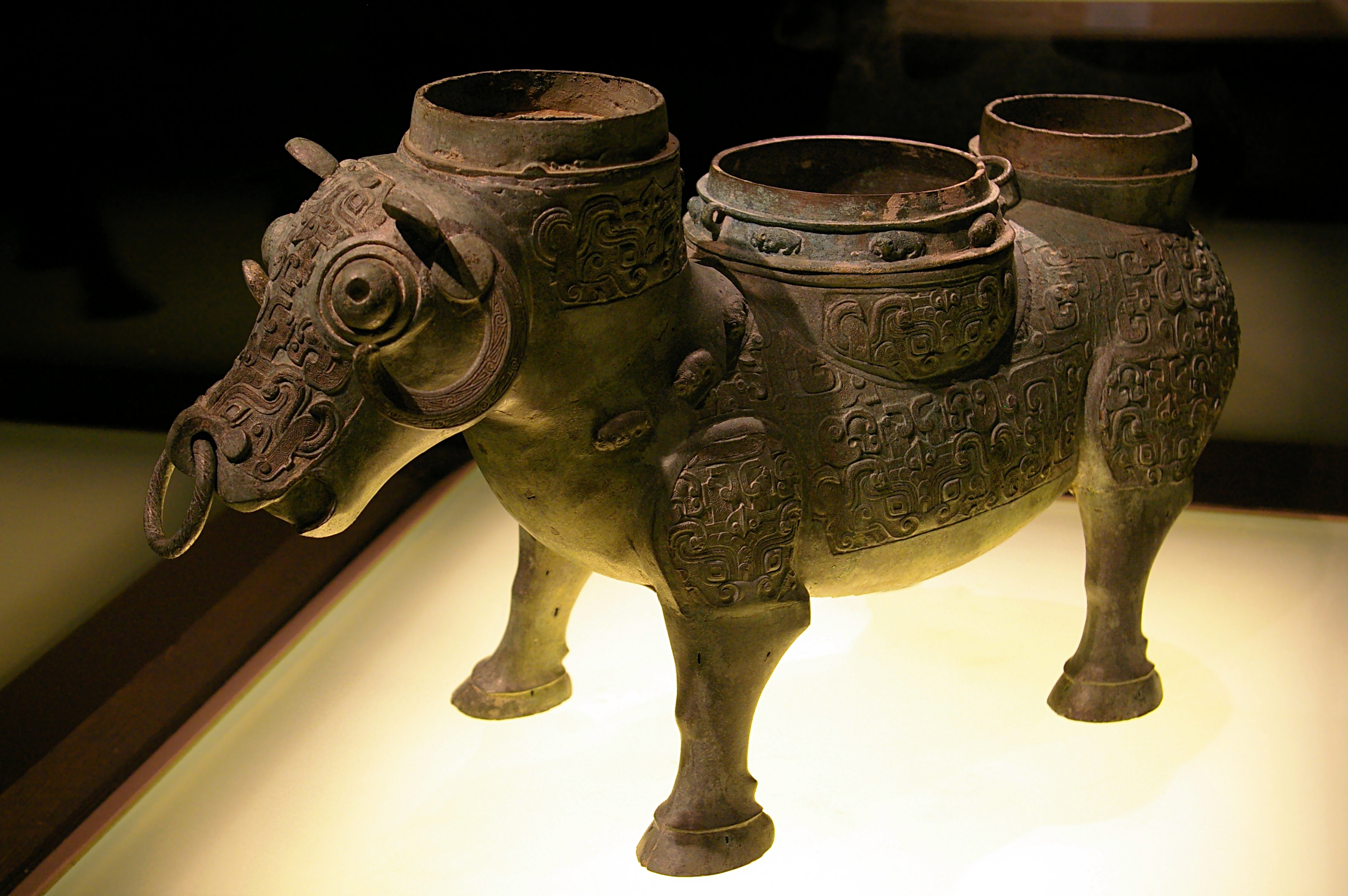
Un raro Xi zun en forma de buey

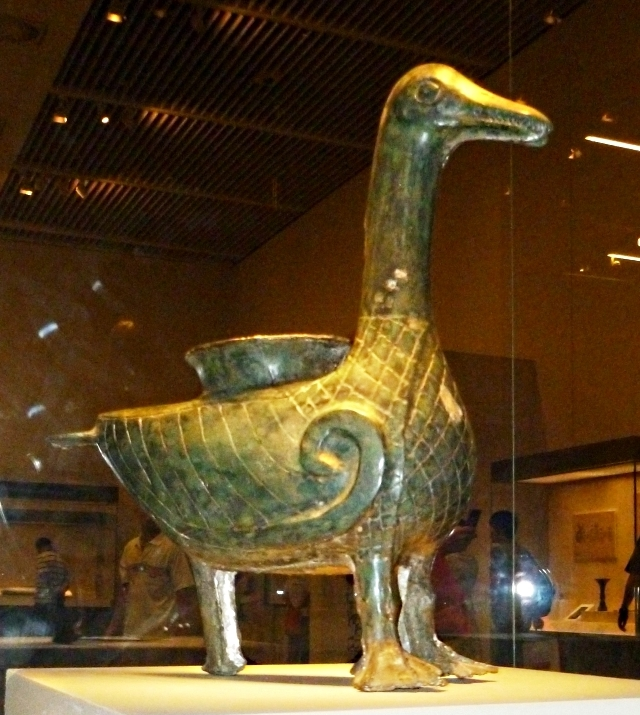
Zun de bronce en forma de ganso de Zhou Occidental, Museo Nacional de China.

El zun o yi, utilizado hasta la dinastía Song del Norte (960-1126) es un tipo de vasija de vino de cerámica o bronce ritual chino con una forma redonda o cuadrada en forma de jarrón, a veces en forma de animal, que apareció por primera vez en la dinastía Shang. Usado en ceremonias religiosas para contener vino, el zun tiene un borde ancho para facilitar el vertido. Se han encontrado vasijas con forma de dragón, buey, ganso y otros. Un zun notable es el He zun del Zhou Occidental.

## Función y uso
El zun es un recipiente que se utiliza como recipiente ritual para contener vino en la antigua China. Es una copa de vino alta, sin asas ni patas. La boca del vaso normalmente se ve más ancha que el resto del cuerpo. Como recipiente ritual, su función es brindar la ofrenda de vino al difunto mediante prácticas ceremoniales. Dependiendo del tipo de recipiente zun, por ejemplo, el Xi zun, no solo se usaba para almacenar vino, sino que también se usaba para mantener vino caliente. Esta es la única pieza de bronce descubierta que se sabe que combina las dos funciones.

## Simbolismo
El zun viene en varias formas, especialmente en forma de vasija redonda o cuadrada. A través de estas formas, aparecen en formas únicas que varían de diferentes animales. A menudo, estos recipientes se encuentran con una decoración distintiva y definida con un simbolismo único. El símbolo más notable a través de la decoración es el taotie, conocido como la cara de demonio o la cara de un animal sacrificado en el arte chino temprano. Este tipo de rostro es un motivo común que se encuentra en los bronces rituales chinos durante la dinastía Shang. También se ha definido como una máscara, que se muestra vívidamente como dos cuerpos simétricos que se unen. La característica más visible de la máscara en la vasija son los ojos de animales que sobresalen que se proyectan desde la superficie de bronce en la que se mira al espectador. Estos ojos saltones también se han definido como los ojos de un depredador. Estos diseños de animales también son iconográficamente significativos como las imágenes de los diversos animales que sirvieron como ayudantes de los chamanes (que se creía que tenían poderes míticos) en las tareas del Cielo-Tierra, y con la comunicación entre muertos y vivos.

## Formas cerámicas
El zun se puede ver en una variedad de formas de vasija diferentes, desde una cantidad limitada de decoración hasta detallada. Algunos son cuadrados, otros cilíndricos, mientras que otros están modelados a partir de animales. Algunos de los animales que siguen son un elefante, un buey, una oveja, un caballo, un rinoceronte y un pájaro. La forma básica utilizada en muchos es cilíndrica y la forma en sí se repite pero con modificaciones. Algunos zun son altos y delgados, mientras que otros pueden ser bajos y redondos. La decoración utilizada en las vasijas varía no solo en contenido sino también en altura de relieve. La altura del relieve puede dar la impresión de textura o puede enfatizar la forma de la vasija al ser lisa y redonda como la vasija. Las formas de vaso más altas pueden tener bridas en los lados que comienzan en el labio superior y siguen hasta el pie del vaso.

## Referencias históricas y culturales

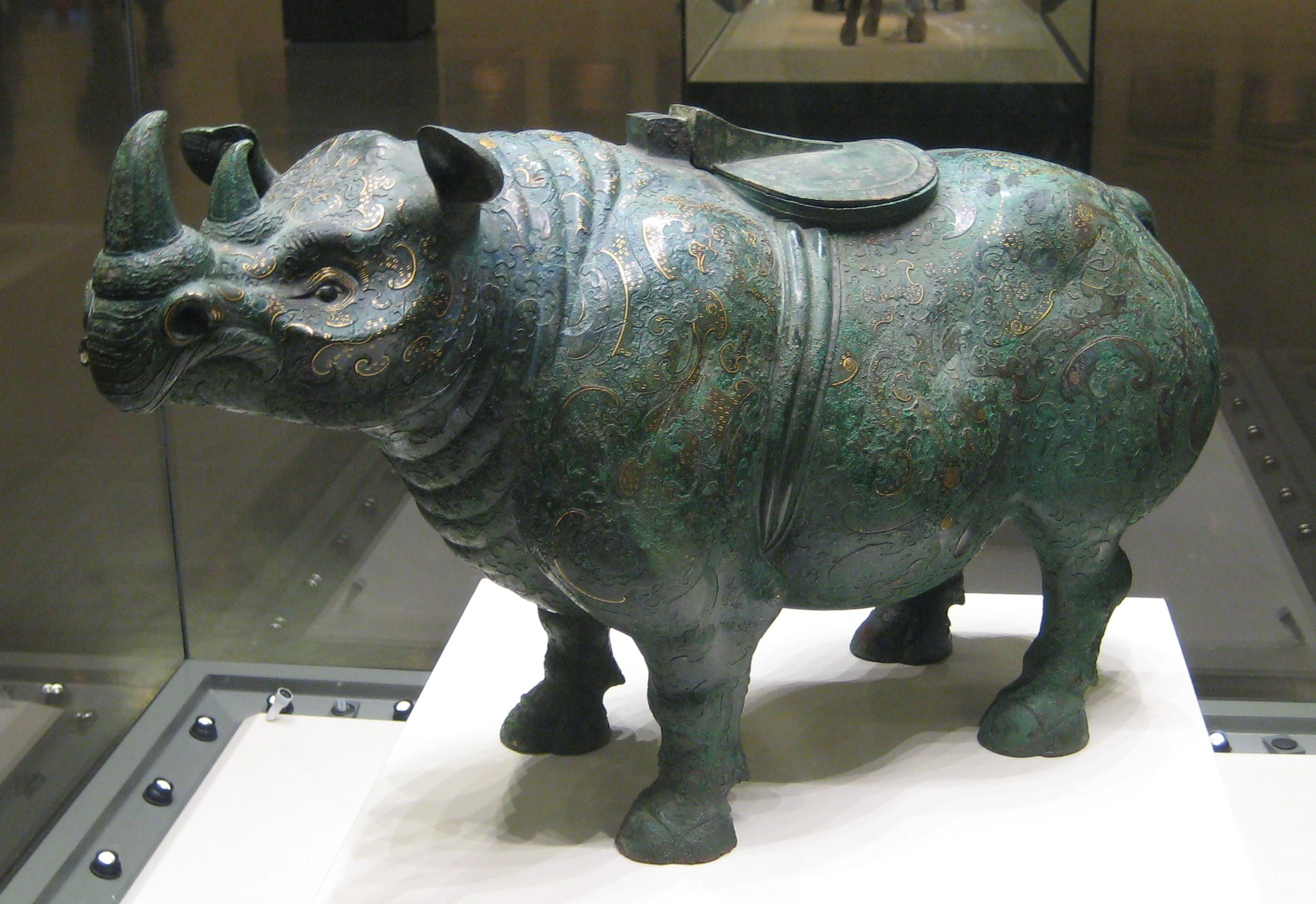
Un zun en forma de rinoceronte, que data de la dinastía Han Occidental. Fue excavado en 1963 en la provincia de Shaanxi. Este recipiente tiene la forma de un poderoso rinoceronte de pie con la cabeza levantada, orejas aguzadas y colmillos afilados. Sus ojos son perlas de vidrio negro brillante, lo que le da una expresión elegante. La tapa en su parte trasera tiene bisagras en la parte delantera que permite abrirla. Las decoraciones de nubes cubren todo el cuerpo con espirales en el medio, todas con incrustaciones de oro y plata, lo que sugiere los finos pelos del rinoceronte.